# Pseudoleskeella homalostegia
Pseudoleskeella homalostegia là một loài Rêu trong họ Leskeaceae. Loài này được (Müll. Hal.) Kindb. mô tả khoa học đầu tiên năm 1897.